# رئيس أركان القوات البرية (تونس)

شعار أركان جيش البر

رئيس أركان القوات البرية التونسية، هو قانونيا الضابط العسكري الأعلى رتبة في القوات البرية التونسية.

## قائمة الرؤساء
| الصورة | الاسم               | بداية العهدة  | نهاية العهدة  |
| ------ | ------------------- | ------------- | ------------- |
|        | محمد الحبيب السوسي  | ?             | ?             |
|        | محمد قزارة          | ?             | ?             |
|        | بوبكر بنكريم        | ?             | ?             |
|        | عبد الحميد الشيخ    | ?             | ?             |
|        | صادق قماتي          | ?             | ?             |
|        | يوسف بركات          | 1 أغسطس 1983  | ?             |
|        | محمد سعيد الكاتب    | ?             | ?             |
|        | محمد الهادي بن حسين | ?             | ?             |
|        | عبد العزيز سكيك     | ?             | 30 أبريل 2002 |
|        | رشيد عمار           | 2002          | 25 يونيو 2013 |
|        | محمد صالح الحامدي   | 9 يوليو 2013  | 30 يوليو 2014 |
|        | إسماعيل الفتحلي     | 12 أغسطس 2014 | 1 يونيو 2018  |
|        | محمد الغول          | 1 يونيو 2018  | الآن          |